# Immigration française au Mexique
L'immigration française au Mexique est un phénomène qui remonte principalement au XIXe siècle, à la suite de l'indépendance mexicaine accomplie en 1821. En effet, auparavant, la présence espagnole empêchait que d’autres communauté européennes et étrangères ne viennent s’installer à part les groupes religieux.
Il est nécessaire de faire ici une mention particulière, parmi cette immigration française, du phénomène migratoire exceptionnel des « Barcelonnettes », amorcé par les frères Arnaud au XIXe siècle.

## L'histoire de l'immigration française au Mexique

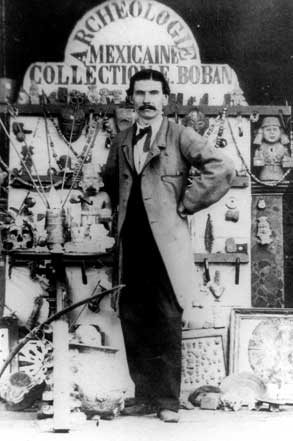
Un antiquaire Franco-Mexicain à Mexico

L’immigration française au Mexique a commencé après l'indépendance du Mexique en 1821. La première vague d'immigration française au Mexique a eu lieu dans les années 1830, à la suite de la reconnaissance du pays par la France, avec la fondation d'une colonie française sur la rivière Coatzacoalcos, dans l’État de Veracruz. Au total, 668 colons ont été amenés de France pour peupler la colonie. La plupart d'entre eux sont rentrés en France puisque le projet de colonisation de la ville de Coatzacoalcos a échoué, mais certains se sont installés de façon permanente au Mexique. En 1833, une autre colonie a été fondée dans l'état de Veracruz, sous le nom de Jicaltepec.
Dans les années 1850, la grande masse des ressortissants français au Mexique étaient basques.
Une deuxième vague d'immigrés français arrive au Mexique à la fin des années 1840, pendant la ruée vers l'or en Californie (à cette époque, la Californie faisait encore partie du territoire mexicain jusqu’en 1848). La conséquence de cette immigration fut que, en 1849, les Français représentaient la deuxième communauté étrangère au Mexique devancée par les Espagnols. Entre 1850 et 1914, le Mexique a reçu 11 000 immigrants français.
Au XIXe siècle, l'intervention française au Mexique a permis d'augmenter le nombre d’immigrés français au Mexique. Bon nombre de Franco-Mexicains sont des descendants d'immigrés français et des soldats qui se sont installés au Mexique sous le Second Empire mexicain. L'immigration française au Mexique fut cependant moins forte que celle qui eut lieu au Brésil, et surtout en Argentine à la même époque.
Les Français forment maintenant la quatrième plus grande communauté d'immigrants au Mexique après les Américains, les Libanais et les Espagnols. Au 31 décembre 2014, 17 728 Français étaient inscrits au registre des Français établis hors de France pour le Mexique. 66,1 % d’entre eux sont double-nationaux. Le Consulat général évalue à un total de 30 000 personnes la présence française dans le pays, sans parler d'un puissant flux touristique français, de l'ordre de 220 000 personnes par an. La communauté française est l’une des plus importantes communautés étrangères au Mexique (deuxième européenne derrière l’Espagne) et la deuxième en Amérique latine (après celle du Brésil). 75 % de la communauté française réside à Mexico ou dans ses environs immédiats, même si la deuxième ville du Mexique, Guadalajara, accueille près d'un millier de Français.
Beaucoup de Mexicains d'origine française vivent principalement à Zacatecas, San Luis Potosí, Aguascalientes, Veracruz, Guanajuato, Guadalajara, Puebla, Querétaro et Mexico.
Pour résumer, la communauté française au Mexique est composée de deux catégories principales : d'une part, les Français d'implantation relativement récente, depuis les années 1960, comme dans les autres pays, travaillent dans des entreprises françaises et n'effectuent généralement qu'un séjour temporaire au Mexique. D'autre part, les descendants d'immigrants venus au Mexique au siècle dernier ou avant 1945 représentent environ deux tiers de la colonie française, mais, dans bien des cas, sont totalement « mexicanisés » et ont souvent perdu tout contact avec la France.

## Les «Barcelonnettes»

Maisons françaises à Ciudad del Carmen

La plupart des immigrés français viennent de la ville de Barcelonnette et de la Vallée de l'Ubaye, dans les Alpes-de-Haute-Provence. Entre 1850 et 1950, 6 000 à 7 000 habitants immigrent au Mexique dans l'espoir de faire fortune. Il n'y a que 400 à 500 familles qui retournent au pays. Cette réussite est marquée par les frères Arnaud, qui ont fait fortune dans le textile et la banque.
Les fameuses villas mexicaines de la vallée de l'Ubaye sont construites par des émigrés de Jausiers et Barcelonnette. Ces succès attirent de plus en plus de jeunes de la vallée de l'Ubaye, générant un véritable courant d'émigration très importante. En 1998, on estimait à 60 000 le nombre des descendants des « Barcelonnettes » dispersés sur tout le territoire mexicain. Nombre d'entre eux se sont fondus dans la population locale.

## Les Franco-Mexicains pendant la Première Guerre mondiale
Dès la déclaration de guerre, de très nombreux Français du Mexique en âge de porter les armes se présentent au consulat, sans y être contraints, pour venir combattre en France. Le premier jour, ils sont près de 1 500 à vouloir prendre le bateau, alors qu'il n'y avait que 340 places.
Près d'un tiers des « Barcelonnettes » résidant au Mexique, principalement des jeunes, partirent pour le front. Meurent 300 d'entre eux, ce qui provoque une pénurie de main d’œuvre qualifiée et réduit l'importance de cette communauté.
Après la Première Guerre mondiale, la communauté des « Barcelonnettes » ne retrouve jamais son dynamisme d'antan, même si quelques sursauts ont lieu en 1930 et 1945. L'entre-deux guerres est marquée par « l'autoritarisme mexicain », qui, en raison de sa politique d'expropriation et de nationalisation de nombreuses entreprises étrangères, accentue le déclin de l'empire industriel et financier de la colonie française. Au seuil des années 1950, l'émigration se tarit définitivement et l'aventure des Barcelonnettes ne tarde plus à prendre fin.
Cette aventure a donné lieu à une trilogie de romans, Les barcelonnettes.

## Colonie française à Veracruz

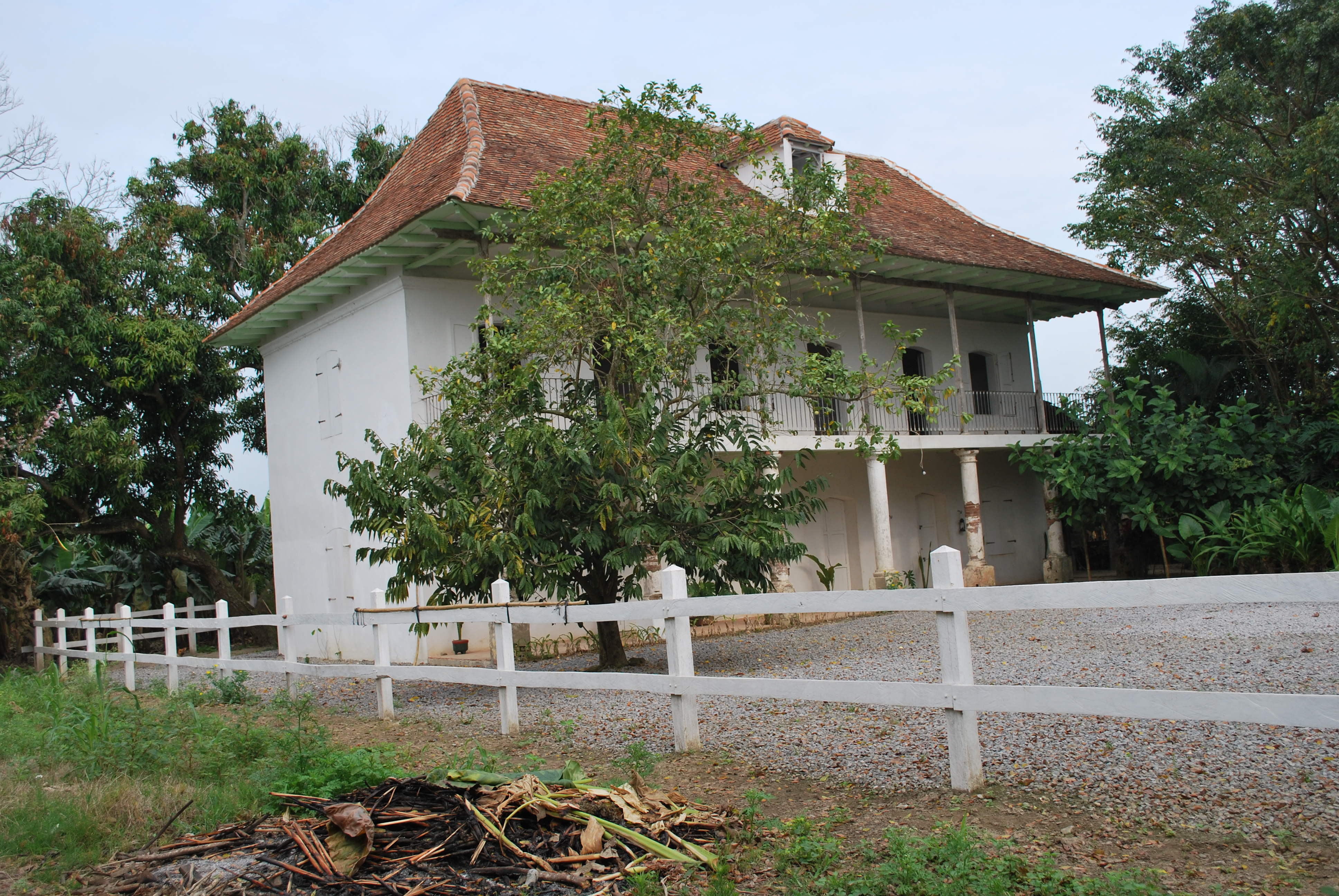
Maisons françaises à Paso de Telaya, San Rafael.

En 1833, 98 personnes en provenance de la Haute-Saône, Haute-Marne, de la Côte-d'Or et de l'Yonne se sont installés dans une colonie appelée Jicaltepec, dans l'État de Veracruz. En 1874, cette communauté s'est réinstallée sur l'autre rive de la rivière, à San Rafael. De 1880 à 1900, la population de la colonie est passée de 800 à 1 000 habitants. Il y a maintenant près de 10 000 Franco-Mexicains dans l'État de Veracruz.

## Tableau des flux migratoires
| 1895 | 3 897 |
| 1900 | 3 970 |
| 1910 | 4 729 |
| 1921 | 3 947 |
| 1930 | 4 949 |
| 1940 | 1 801 |
| 1950 | 1 997 |
| 1960 | 4 196 |
| 1970 | 3 495 |
| 1980 | 4 242 |
| 1990 | 4 195 |
| 2000 | 5 723 |
| 2010 | 7 163 |